# Eremogone cephalotes
Eremogone cephalotes là loài thực vật có hoa thuộc họ Cẩm chướng. Loài này được (M.Bieb.) Fenzl mô tả khoa học đầu tiên năm 1833.